# Pigeon du Cameroun
Columba sjostedti
Espèce
Statut de conservation UICN

 LC  : Préoccupation mineure
Le Pigeon du Cameroun (Columba sjostedti) est une espèce d'oiseau appartenant à la famille des Columbidae.

## Répartition
Son aire s'étend à travers la ligne du Cameroun (y compris Bioko).